# Mekhilta de Rabbi Shimon
La Mekhilta deRabbi Shimon (hébreu : מכילתא דרבי שמעון בר יוחאי Mekhilta deRabbi Shimon bar Yohaï) est un Midrash halakha sur le Livre de l'Exode, interprété selon la méthode de rabbi Akiva. Il est nommé d’après rabbi Shimon bar Yohaï, le premier Sage à y être mentionné.
Le midrash n’est mentionné nulle part dans la littérature talmudique mais il est cité par des auteurs médiévaux qui l’appellent Mekilta deRabbi Shimon bar Yohai, Mekilta Ahrita deRabbi Shimon (« L’autre Mekhilta, de Rabbi Shimon ») ou Mekhilta Aheret (« Une autre Mekhilta »). L’on n’en connaît, jusqu’au début du XXe siècle que ces citations. Il a depuis été reconstitué par David Zvi Hoffmann puis par Jacob Nahum Epstein et son disciple Ezra Sion Melamed. 

## Présentation
La Mekhilta deRabbi Shimon est, comme celle de rabbi Ishmaël, une compilation d’interprétations arrangés par versets plutôt que par thèmes. Son objectif premier est en effet de rattacher les nombreux préceptes transmis par tradition orale aux versets dont ils proviendraient au moyen de règles herméneutiques (middot). Étant issue de l’école de Rabbi Akiva, elle ressemble fortement au Sifri.
Elle contient également une quantité importante de matériau non-légalistique (aggada), proche de celui de la Mekhilta deRabbi Ishmaël.
Elle est rédigée en hébreu, comprenant nombre de termes et de notions grecs et latins, ce qui situerait sa composition entre les IIIe et Ve siècles, en terre d’Israël.